# Clase Lafayette
La clase Lafayette era una clase de submarinos de misiles balístico de propulsión nuclear, SSBN, de la Marina de los Estados Unidos. Fue un desarrollo evolutivo de la clase Ethan Allen, ligeramente más grande y con mejoras generales.
Inicialmente la clase Lafayette iba a estar compuesta por 19 unidades, pero a finales de los años 80 se dividió en dos clases ya que el diseño sufrió ligeras modificaciones y las últimas diez se suelen considerar como una clase separada, la James Madison. Los barcos de la clase Benjamin Franklin también han sido modificado solo ligeramente, pero la Marina los considera como una clase separada. Todos los barcos en las tres clases tenían cascos idénticos. Las clases de James Madison y Benjamin Franklin se combinan con las de Lafayette en algunas referencias. La clase Benjamin Franklin es considerada como la segunda subclase de la clase Lafayette en la literatura especializada relevante .
Esta clase, junto con las clases George Washington, Ethan Allen, James Madison y Benjamin Franklin, formaban el grupo llamado "41 por la libertad", la principal contribución de la Marina a la fuerza disuasoria nuclear hasta fines de los años ochenta.

## Diseño
La clase Lafayette se desarrolló a partir de la anterior clase Ethan Allen, la primera específicamente diseñada para el lanzamiento submarino de misiles balísticos lanzados submarinos (SLBM). Los primeros submarinos los de la clase George Washington se crearon mediante la conversión de los submarinos de ataque de la clase Skipjack. Los primeros nueve submarinos se desplegaron inicialmente con el misil Polaris A-2. Después de nueve unidades, hasta el USS  Daniel Webster (SSBN-626), el diseño cambió ligeramente, las unidades a partir del décimo submarino. se reacondicionaron para llevaban misiles más modernos desde el principio, el Polaris A-3 de mayor alcance.
Por esta razón estas diez unidades se las conocen como la clase James Madison.
A mediados de la década de 1970, todos fueron mejorados para llevar el misil Poseidon C3; sus tubos de misiles eran ligeramente más grandes que las clases de Ethan Allen y George Washington y el Poseidon fue diseñado para aprovechar esto.  A principios de 1983 el Lafayette, el Alexander Hamilton y el Woodrow Wilson fueron reacondicionados con misiles Trident I (C4) al resto la clase Lafayette no se le hizo esta modernización.Las clases similares  James Madison y Benjamin Franklin si que recibieron el misil Poseidon.
Se prestó gran atención en el diseño de los Lafayette en reducir el ruido del barco, aumentar la duración de las patrullas de combate y con ello las condiciones de vida dentro de la nave y dotarse de la capacidad de contrarrestar activamente las fuerzas antisubmarinas de un enemigo potencial.
La característica de diseño de los submarinos de Lafayette fue que los compartimentos segundo, tercero, cuarto y sexto tenían una estructura de casco único resistente, y el casco ligero estaba en el primer y quinto compartimento y en los extremos de los submarinos. En el extremo posterior de los SSBN, se ubicaron timones verticales y horizontales, una hélice de siete palas con un diámetro de aproximadamente 5 m. Los SSBN de la clase Lafayette tenían una superestructura desarrollada. Se utilizó acero HY-80 como material estructural para la construcción.
Los Lafayette y sus sucesores estaban equipados con un sistema de estabilización para realizar el ajuste con mayor eficacia al disparar misiles; Esto aumentó la cadencia de disparo de misiles de uno por minuto a cuatro por minuto.

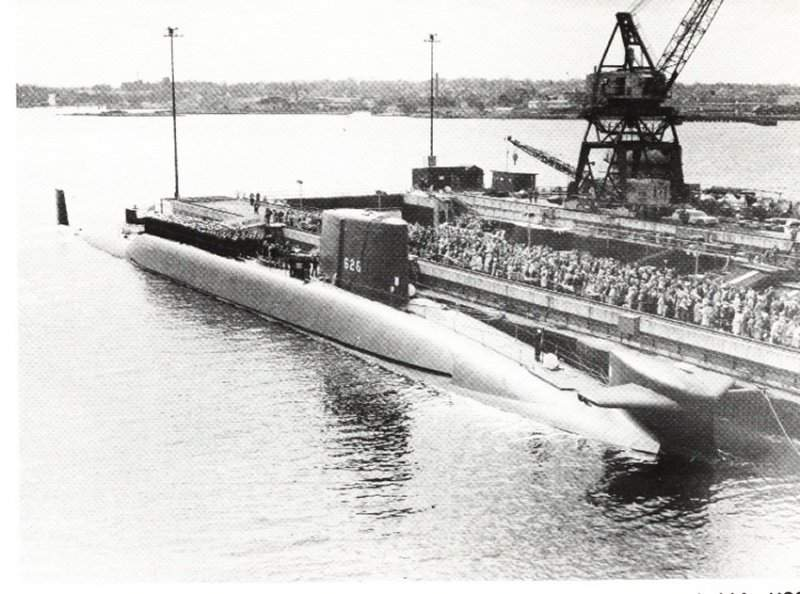
El Daniel Webster con su configuración original

El Daniel Webster se construyó originalmente con timones de buceo montados en una "mini-vela" cerca de la proa, lo que le dio el apodo de "Old Funny Fins". Esta configuración, exclusiva de los submarinos estadounidenses, fue un intento de reducir el efecto de marsopa, salidas involuntarias a la superficie navegando a alta velocidad. Si bien tuvo éxito, la "mini-vela" requerida para contener el mecanismo operativo redujo la eficiencia hidrodinámica y redujo su velocidad general. A mediados de la década de 1970, se retiraron estos timones inusuales y se instalaron unos estándar de aguas limpias.

## Construcción
El 8 de julio de 1960 el presidente John F. Kennedy autorizó la construcción de una nueva clase de submarinos. A principios de 1961, se colocó la primera unidad de la clase Lafayette, y para fines de 1962 siguieron 18 más.
Los primeros 19 submarinos, 9 Lafayette y 10 James Madison, se construyeron en tres astilleros navales y un astillero especializado en submarino, lo que explica el breve tiempo de construcción general. Estos astilleros fueron el de submarinos Electric Boat ( EB ) con siete barcos, Newport News Shipbuilding ( NNS ) con seis, el Mare Island Naval Shipyard con cuatro Lafayettes y el Portsmouth Naval Shipyard con dos barcos. El costo de construir estos barcos fue de alrededor de $ 110 millones cada uno.
Las siguientes doce unidades del submarino, oficialmente conocidas como la clase Benjamin Franklin, diferían solo ligeramente de la clase Lafayette. Fueron construidos entre 1963 y 1966 en los astilleros EB (siete), NNS (cuatro) y Mare Island. Los cambios consistieron en rediseñar el sistema de transmisión para una navegación más silenciosa y modernizar el sistema de control de tiro.
Los barcos llevan el nombre de políticos históricos de la historia de los Estados Unidos y de famosos militares. El barco cabeza de serie lleva el nombre de Marie-Joseph Motier, Marqués de La Fayette, las primeras unidades de las dos subclases rinde homenaje al presidente de EE. UU. James Madison y al padre fundador Benjamin Franklin.

## Armamento

### Estratégico
El número de silos de misiles fue de 16, como en las clases antecesoras. La clase Lafayette fue diseñada originalmente para el nuevo misil Poseidon C3. Sin embargo, el desarrollo del sistema de misiles Poseidon aún no se había completado durante la fase de construcción de los barcos, por lo que se instalaron misiles Polaris A2 en los barcos de la clase, con el objetivo de introducir los misiles Poseidon más tarde como modificaciones. De hecho, este reemplazo del sistema de misiles tuvo lugar para todos los barcos a mediados de la década de 1970. El Lafayette, Alexander Hamilton y Woodrow Wilson fueron armados a partir de 1983 con todavía nuevos misiles Trident C4 aprovechado su tercer periodo de revisión.
Los cinco primeros miembros de la clase empleaban aire comprimido para lanzar del misil del silo, al igual que los submarinos de clases anteriores. Pero a partir del sexto se sustituyó por un generador de gas y se convirtió en la forma normal en todos los submarinos posteriores.

### Táctico
El armamento táctico para su autodefensa consistía en 4 tubos lanza-torpedos a proa. Inicialmente los torpedos eran los que llevaban la clase Permit, pero, más adelante, fueron sustituidos por los torpedos Mk 48. Aparentemente no podía disparar los SUBROC.

### Electrónica
La electrónica de localización era en gran parte igual a la de los submarinos de ataque Skipjack. En la proa estaba el sistema de sonar BQS-4, que podía usarse tanto activa como pasivamente para rastrear submarinos enemigos. Los llamados sensores laterales BQR-7 recorrían los costados del casco, y se empleaban pasivamente para determinar el rumbo de los objetivos. Se utilizó un sonar activo de corto alcance del tipo BQR-19 para la navegación. Se añadió al equipo de los Skipjack solamente un sonar de matriz remolcada de trabajo pasivo tipo BQR-15.
A bordo disponía de tres sistemas de navegación inercial del tipo SINS Mk.2 para determinar la posición, que, además de utilizarse para la navegación, también para introducir en los misiles datos para el lanzamiento .

## Perfil de la misión
Los Lafayette formaron la mayor parte de la fuerza disuasoria de los Estados Unidos en los océanos del mundo. Con 16 SLBM a bordo, el submarino salía de su puerto de origen bajo estrictas precauciones de seguridad. Los cazasubmarinos y destructores aseguraban que las aguas alrededor del puerto estuvieran libres de submarinos enemigos para que el SSBN pudiera salir con seguridad. los Lafayette permanecían sumergidos hasta durante tres meses seguidos navegando por un área de patrulla específica que estaba sujeta a la máxima confidencialidad. Después de la patrulla, los regresaban a la base, cambiaban la tripulación, cada submarino tenía dos equipos completos, llamados azul y dorado. Y regresaban a las profundidades del océano después de un período de reparación con la segunda tripulación.
Antes de la introducción de los misiles Trident, con su alcance significativamente mayor, muchos de los barcos estuvieron estacionados en bases avanzadas durante años, como en las bases atlánticas de Holy Loch, Escocia y Rota, España, y en bases del Pacífico en el puerto de Apra, Guam y Pearl Harbor, Hawái.

## Fin de la vida operativa
Esta clase se retiró de 1986 a 1992 debido a factores como un aumento en la antigüedad del barco, la puesta en servicio de la clase Ohio, una disminución en la importancia de la patrulla estratégica debido al colapso de la Unión Soviética y restricciones por el Segundo Tratado de Negociaciones de Restricción de Armas Estratégicas (SALT II). La mayoría de los barcos fueron desguazados dentro del Programa de Reciclaje de Buques y Submarinos, pero el Daniel Webster fue amarrado como una unidad de entrenamiento de energía nuclear con Sam Rayburn (MTS-635) en el Charleston Navy Arsenal, Carolina del Sur, y utilizado como barco de entrenamiento.

## Componentes de la clase
Submarinos de la clase Lafayette:
| Nombre y número de casco      | Astillero                                 | Iniciado                 | Botado                   | Entrada en servicio     | Destino |
| ----------------------------- | ----------------------------------------- | ------------------------ | ------------------------ | ----------------------- | --- |
| Lafayette (SSBN-616)          | General Dynamics Electric Boat            | 17 de enero de 1961      | 8 de mayo de 1962        | 23 de abril de 1963     | Retirado el 12 de agosto de 1991. Desguazado a través del Programa de Reciclaje de Buques y Submarinos, 1992               |
| Alexander Hamilton (SSBN-617) | General Dynamics Electric Boat            | 26 de junio de 1961      | 18 de agosto de 1962     | 27 de junio de 1963     | Retirado el 23 de febrero de 1993. Desguazado a través del Programa de Reciclaje de Buques y Submarinos, 1994              |
| Andrew Jackson (SSBN-619)     | Mare Island Naval Shipyard                | 26 de abril de 1961      | 15 de septiembre de 1962 | 3 de julio de 1963      | Retirado el 31 de agosto de 1989. Desguazado a través del Programa de Reciclaje de Buques y Submarinos, 1999               |
| John Adams (SSBN-620)         | Portsmouth Naval Shipyard                 | 19 de mayo de 1961       | 12 de enero de 1963      | 12 de mayo de 1964      | Retirado el 24 de marzo de 1989. Desguazado a través del Programa de Reciclaje de Buques y Submarinos, 1996                |
| James Monroe (SSBN-622)       | Newport News Shipbuilding and Drydock Co. | 31 de julio de 1961      | 4 de agosto de 1962      | 7 de diciembre de 1963  | Retirado el 25 de septiembre de 1990. Desguazado a través del Programa de Reciclaje de Buques y Submarinos, 1995           |
| Nathan Hale (SSBN-623)        | General Dynamics Electric Boat            | 2 de octubre de 1961     | 12 de enero de 1963      | 23 de noviembre de 1963 | Retirado el 3 de noviembre de 1986. Desguazado a través del Programa de Reciclaje de Buques y Submarinos, 1994             |
| Woodrow Wilson (SSBN-624)     | Mare Island Naval Shipyard                | 13 de septiembre de 1961 | 22 de febrero de 1963    | 27 de diciembre de 1963 | Retirado el 1 de septiembre de 1994. Desguazado a través del Programa de Reciclaje de Buques y Submarinos, 1998            |
| Henry Clay (SSBN-625)         | Newport News Shipbuilding and Drydock Co. | 23 octobere 1961         | 30 de noviembre de 1962  | 20 de febrero de 1964   | Retirado el 5 de noviembre de 1990. Desguazado a través del Programa de Reciclaje de Buques y Submarinos, 1997             |
| Daniel Webster (SSBN-626)     | General Dynamics Electric Boat            | 28 de diciembre de 1961  | 27 de abril de 1963      | 9 de abril de 1964      | Retirado el 30 de agosto de 1990. Convertido en buque de entrenamiento (MTS-626) con el compartimento de misiles removido. |